# Ceroplesis aulica
Ceroplesis aulica là một loài bọ cánh cứng trong họ Cerambycidae.